# Bataille de Braga (585)
Pour les articles homonymes, voir Bataille de Braga.

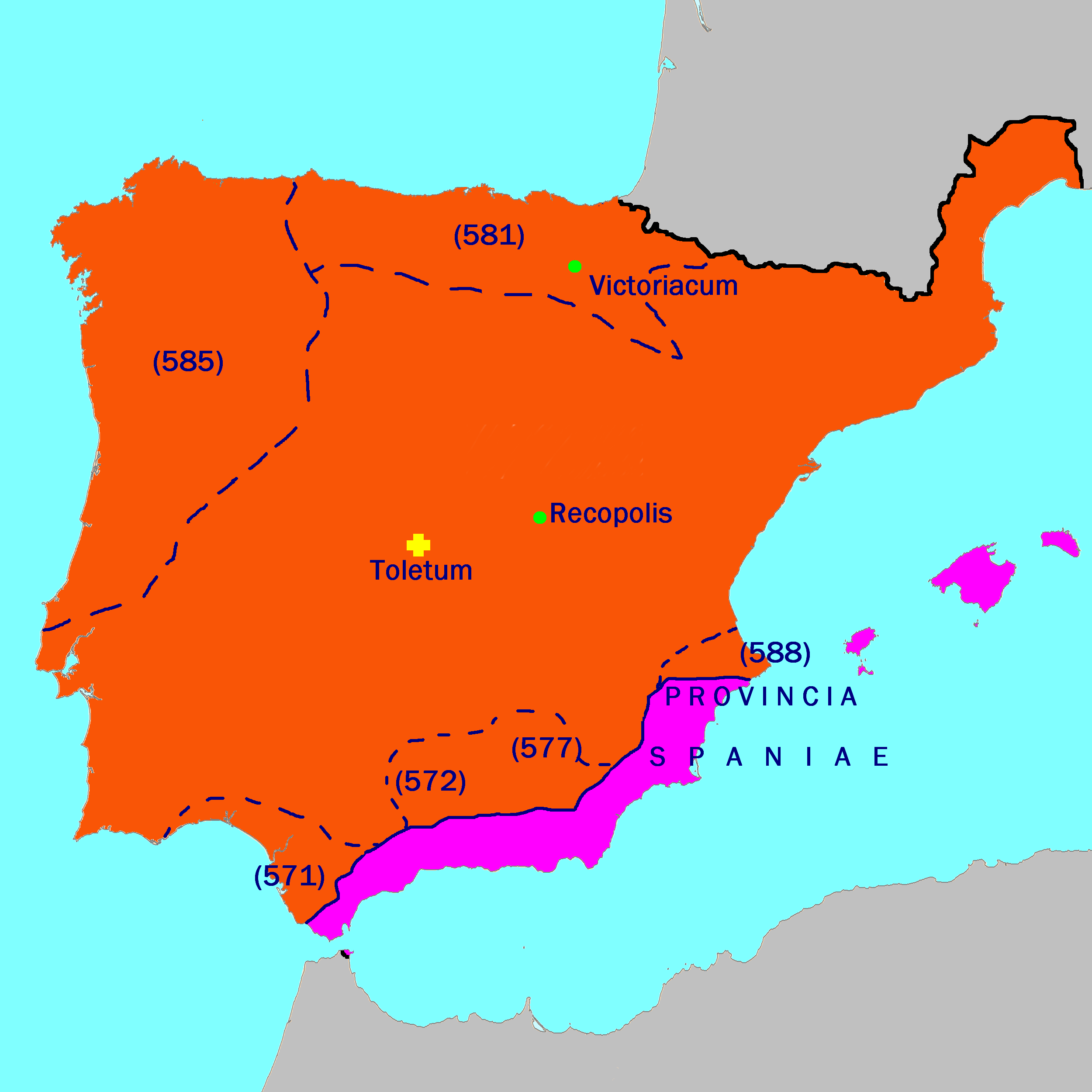
La péninsule Ibérique en 586.

La bataille de Braga eut lieu en 585. Elle a été remportée par les Wisigoths commandés par Léovigild, sur les Suèves du roi Andeca.